# Patrick van Kerckhoven
Patrick van Kerckhoven, bekend onder het pseudoniem DJ Ruffneck maar ook bekend onder namen als Ruffneck Prime, 80 Aum, Overmind, The Bazeman, Undercover Anarchist, Wedlock, Juggernaut en D'Spyre, (Alblasserdam, 2 november 1970) is een Nederlandse dj en producer.
Hij is sinds 1985 als dj actief, met name binnen de gabberhouse. In dit genre zou hij de starter zijn van de darkcore muziekstroming. Landelijke bekendheid kreeg hij in 1997, toen zijn mix Ruffneck rules da 'artcore scene!!! plaats 8 bereikte van de Nederlandse Top 40.
Bij het 'overlijden' van zijn artcore-scene is hij meer naar de achtergrond gestapt en verantwoordelijk voor Cardiac Music, haar (sub-)labels, en artiesten.
DJ Ruffneck is heden ten dage  wederom actief bezig met zijn Enzyme records en sublabels.

## Discografie

### Singles
| Single met eventuele hitnotering(en) in de Nederlandse Top 40 | Datum van verschijnen | Datum van binnenkomst | Hoogste positie | Aantal weken | Opmerkingen |
| ------------------------------------------------------------- | --------------------- | --------------------- | --------------- | ------------ | ----------- |
| Ruffneck rules da artcore scene!!!                            | 1997                  | 05-04-1997            | 8               | 10           |             |